# Hilfsverein der Juden in Deutschland

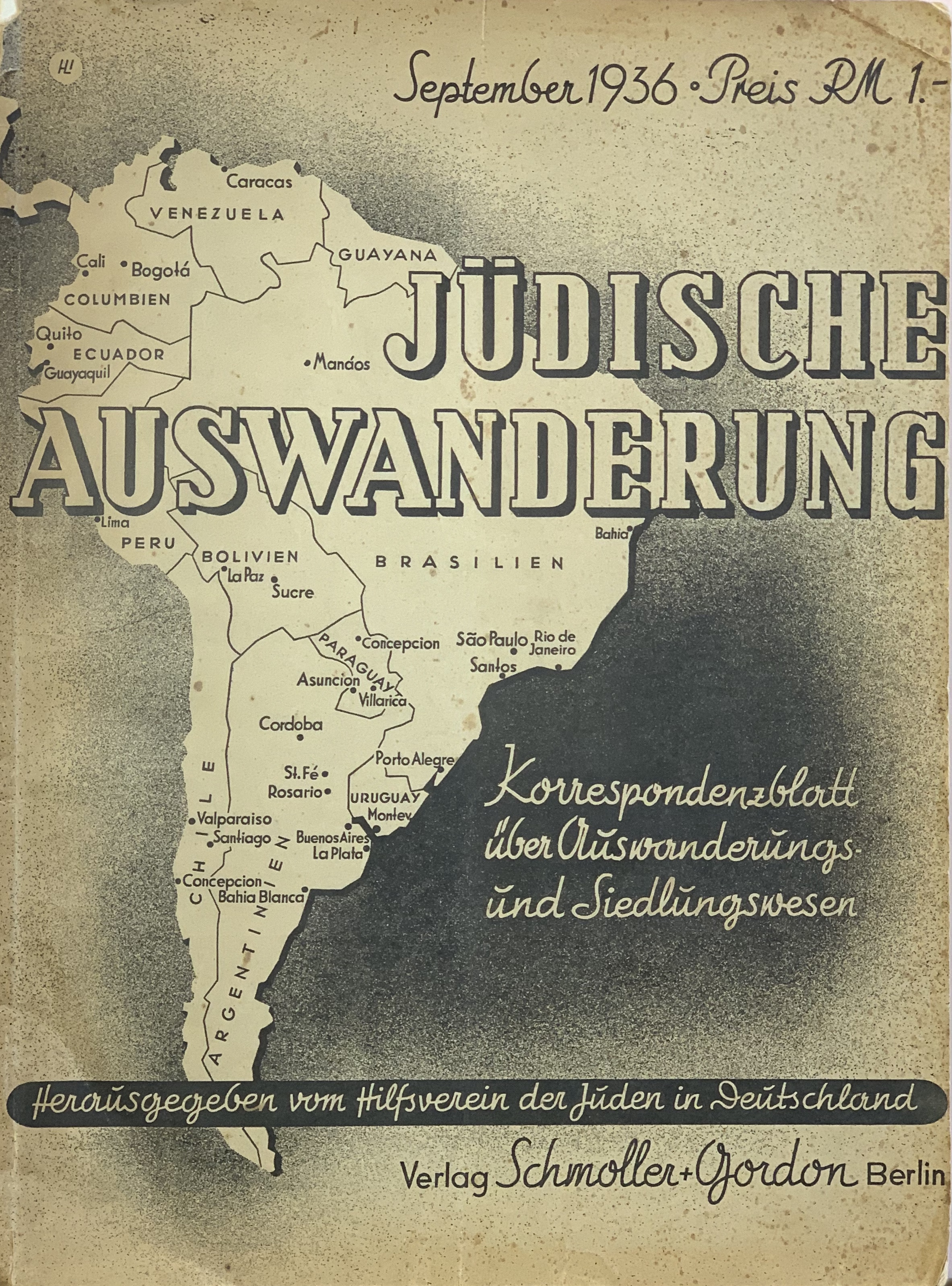
Eine Werbeanzeige von 1936, herausgegeben vom Hilfsverein der deutschen Juden berät auswanderungswillige Jüdinnen und Juden hinsichtlich einer Niederlassung in Südamerika. In der Sammlung des Jüdischen Museums der Schweiz.

Der Hilfsverein der deutschen Juden wurde auf Anregung von Paul Nathan am 23. Mai 1901 in Berlin gegründet. Mit ihren finanziellen Mitteln wollten deutsche Juden die wirtschaftliche und kulturelle Lage der Juden in Osteuropa verbessern.

## Aufgabe
Die Satzung sah als Vereinszweck vor:
§ 1 –  Der H. setzt sich unter Ausschluss jeder gewinnbringenden Tätigkeit für die Mitglieder das humanitäre Ziel, die sittliche, geistige und wirtschaftliche Entwickelung der Glaubensgenossen zu fördern.
§ 2 – Der H. will seine Tätigkeit insbesondere den Glaubensgenossen im östlichen Europa und in Asien zuwenden. Der Sitz des Hilfsvereins der deutschen Juden ist in Berlin.
Im Jahr 1907 hatte der antizionistische Verein 5000 Mitglieder und Jahreseinnahmen von 100.000 Mark. Er förderte Wirtschaftsunternehmungen in Russland und Galizien, unterstützte jüdische Vorschusskassen in Rumänien und Galizien und subventionierte Schulen im Nahen Osten. Bis 1907 brachte er für die durch das Pogrom von Kischinjow (1903) geschädigten russischen Juden 550.000 Mark auf. Der Verein initiierte die Einigung aller großen jüdischen Hilfsorganisationen. Schemarjahu Levin und Oscar Tietz engagierten sich im Hilfsverein. Zwischen 1901 und 1913 unterstützte der Hilfsverein die Auswanderung von 200.000 russischen Juden nach Übersee, die sich in deutschen Häfen einschifften.
Nach der Niederlage des Deutschen Kaiserreichs im Ersten Weltkrieg verlor der Hilfsverein an Gewicht in internationalen Angelegenheiten des Judentums; er schloss sich aber der Alliance Israélite Universelle und anderen nichtzionistischen Organisationen an. Er verweigerte sich den Bemühungen um eine gemeinsame Vertretung der Juden beim Völkerbund. Mit der Unterstützung des Hilfsvereins wurde das Technikum Haifa (später Technion) gegründet, das 1924 im britischen Mandatsgebiet Palästina seinen Lehrbetrieb aufnahm.
Um 1930 hatte der Hilfsverein in Deutschland 290 Ortsvertretungen. Sie widmeten sich vor allem der Beratung und Unterstützung von Juden, die aus oder über Deutschland auswandern wollten. Zwischen 1921 und 1936 waren das 350.000.
In der Zeit des Nationalsozialismus musste der Verein sich umbenennen in Hilfsverein der Juden in Deutschland. Die Auslandshilfe konnte er nicht fortsetzen. Er wurde 1939 offiziell aufgelöst, bestand aber bis 1941 als Wanderungsabteilung („emigration section“) der Reichsvertretung der Juden in Deutschland. Von 1933 bis 1941 half er 90.000 Juden bei der Emigration in überseeische Staaten, aber nicht nach Palästina.

## Berichte und Buchreihen
- Geschäftsbericht des Hilfsvereins der Deutschen Juden, erstattet der Generalversammlung, 1903–1919.
- Jahresbericht (1927–1936)
- Aus der Arbeit des Hilfsvereins der Deutschen Juden (ab 1934)
- Schulbücher des Hilfsvereins der deutschen Juden. Berlin 1912.
- Abraham Zvi Idelsohn: Liederbuch. Sammlung hebräischer und deutscher Lieder für Kindergärten, Volks- und höhere Schulen. Berlin 1912.

Die Berichte und Bücher sind im Institut für die Geschichte der deutschen Juden in Hamburg zu erhalten.

## Bedeutende Persönlichkeiten des Hilfsvereins
- James Simon, Präsident bis 1932
- Eugen Landau
- Paul Nathan
- Max Warburg
- Mark Wischnitzer